# Gornoe, Strășeni
Gornoe este un sat din cadrul comunei Micăuți din raionul Strășeni, Republica Moldova.
Satul Gornoe este o localitate în Raionul Strășeni situată la latitudinea 47.1894 longitudinea 28.7778 si altitudinea de 98 metri față de nivelul marii. Aceasta localitate este în administrarea Raionului Strășeni. Conform recensământului din anul 2004 populația este de 319 locuitori. Distanța directă până în orașul Strășeni este de 19 km. Distanța directă până în mun. Chișinău este de 20 km. 
Localitatea a apărut estimativ în anul 1961, sub forma unor spații locative pentru specialiștii angajați în cariera de extragerea substanțelor minerale utile calcaroase S.A. „Cariera Micăuți”, amplasată în imediata apropiere. 
În perioada sovietică zona respectivă a fost denumită ca „Gura Văii” ce subînțelegea începutul Codrilor Moldovei. Totodată, se poate menționa despre dezvoltarea rapidă a localității prin construcția caselor particulare, școală primară, grădiniță de copii, infrastructură modernă. 
Actualmente în localitate funcționează punctul medical, oficiu poștal și grădinița de copii „Romanița” renovată începând cu anul 2014 în urma Acordului între Guvernul României și Guvernul Republicii Moldova privind implementarea programului de asistență tehnică și financiară în baza unui ajutor financiar nerambursabil. 

## Mediu
În sudul localității în imediata apropiere a drumului magistral M2 este situat trupul silvic „Manija” cu o suprafață de 44.2 ha, fiind în proprietatea Agenției „MOLDSILVA”, gestionată de Ocolul Silvic „Orhei”.
În centrul localității se află un teren cu tipul de proprietate publică cu o suprafață de  0.50880 ha, amenajat sub formă de grădină publică care întrunește câteva zone de recreere: stadion de fotbal, foișor, teren fitness și teren de joacă. Potrivit portalului informațional al cadastrului bunurilor imobile e – Cadastru acest teren are modul de folosință-pentru construcții.
În extravilan, în partea de vest a localității este situat râul Ichel care este un afluent de dreapta al fluviului Nistru, din Republica Moldova. Râul izvorăște la sud-est de satul Sinești, raionul Ungheni și curge spre sud-est. Debușează în fluviul Nistru, lângă s. Coșernița din raionul Criuleni. Albia râului a fost săpată în depozitele nisipo-argiloase din sarmațianul mediu. Înclinarea medie a râului constituie 2,2 grade.
În tronsonul cuprins dintre s. Micăuți- s. Gornoe sunt situate circa 11 bazine acvatice.